# Georg Baselt
Georg Baselt (* 23. August 1869 in Breslau; † 20. Juni 1928 in Berlin) war ein deutscher Schauspieler.

## Leben
Er gab sein Bühnendebüt im Jahr 1890 in Torgau. Nach verschiedenen Theaterstationen Torgau (1891), Potsdam (1892–1893), Barmen (1894–1895), Wiesbaden (1896) kam er 1898 nach Berlin ans Residenztheater. 1901 war er in New York, 1902 bis 1903 in Stuttgart, 1905 in Berlin am Trianon-Theater, 1906 als Oberregisseur in London, 1907 am Figaro-Theater in Berlin, 1908 bis 1909 am Friedrich-Wilhelmstädtischen Theater und von 1910 bis 1911 am Neuen Theater in Berlin. 
Von 1914 bis 1916 war er anscheinend auf Tournee, 1917 bei den Barnowsky-Bühnen, 1918 am Lustspielhaus, 1920 am Centraltheater, 1921 erneut am Lustspielhaus, 1922 am Neuen Theater am Zoo und 1923 zum dritten Mal am Lustspielhaus, alle in Berlin.
Er war ein anerkannter Komiker. Seit Beginn des Ersten Weltkrieges wirkte Baselt als Nebendarsteller in einigen Stummfilmen mit.

## Filmografie
- 1915: Hampels Abenteuer
- 1917: Frau Lenes Scheidung
- 1918: Sein letzter Seitensprung
- 1918: Die blaue Mauritius
- 1918: Die Buchhalterin
- 1919: Komtesse Dolly
- 1921: Die Geschichte von Barak Johnson
- 1921: Der Silberkönig (4 Teile)
- 1921: Das Rätsel der Sphinx
- 1922: Wenn die Maske fällt
- 1922: Der blinde Passagier
- 1922: Marie Antoinette
- 1922: Der Graf von Charolais
- 1922: Sie und die Drei
- 1922: Maciste und die Javanerin
- 1922: Lola Montez, die Tänzerin des Königs
- 1922: Der falsche Dimitry
- 1923: Der Mann ohne Herz
- 1923: Die Frau mit den Millionen
- 1924: Horrido
- 1924: Die große Unbekannte
- 1924: Der Aufstieg der kleinen Lilian
- 1925: Der Demütige und die Sängerin
- 1925: Das Mädchen mit der Protektion
- 1925: Varieté
- 1926: Menschen untereinander
- 1926: Rosen aus dem Süden
- 1927: Der Anwalt des Herzens
- 1927: Die Insel der verbotenen Küsse
- 1927: Die Frau ohne Namen (2 Teile)